# ピラウ (軽巡洋艦)
ピラウ (ドイツ語: SMS Pillau) は、ドイツ海軍の巡洋艦。ピラウ級小型巡洋艦の1隻。

## 艦歴
ピラウと同型艦のエルビンクは元はロシア帝国がシベリア小艦隊の防護巡洋艦を更新するためにドイツ帝国の造船所に発注した小型巡洋艦であったが、第一次世界大戦勃発によりドイツに接収された。1912年にムラヴィヨフ＝アムールスキー伯（ロシア語: Графъ Муравьёвъ-Аму́рскій）として起工。艦名は東シベリアの総督として満州の獲得に貢献したニコライ・ムラヴィヨフ＝アムールスキー伯爵にちなんだ。1914年4月11日進水。1914年12月14日就役。艦名は東プロイセンの都市ピラウ（現在のバルチースク）にちなむ。
ピラウは1915年に第2偵察群に配属された。ピラウはバルト海や北海で活動し、1915年8月にはリガ湾の戦いに参加した。また、1916年5月31日、6月1日のユトランド沖海戦にも参加し、海戦後には大破した巡洋戦艦ザイドリッツを護衛した。第一次世界大戦中にピラウが参加した最後の戦闘は第2次ヘルゴラント・バイト海戦であった。
戦後ピラウはイタリアに引き渡され、バーリと改名された。